# Estados andinos

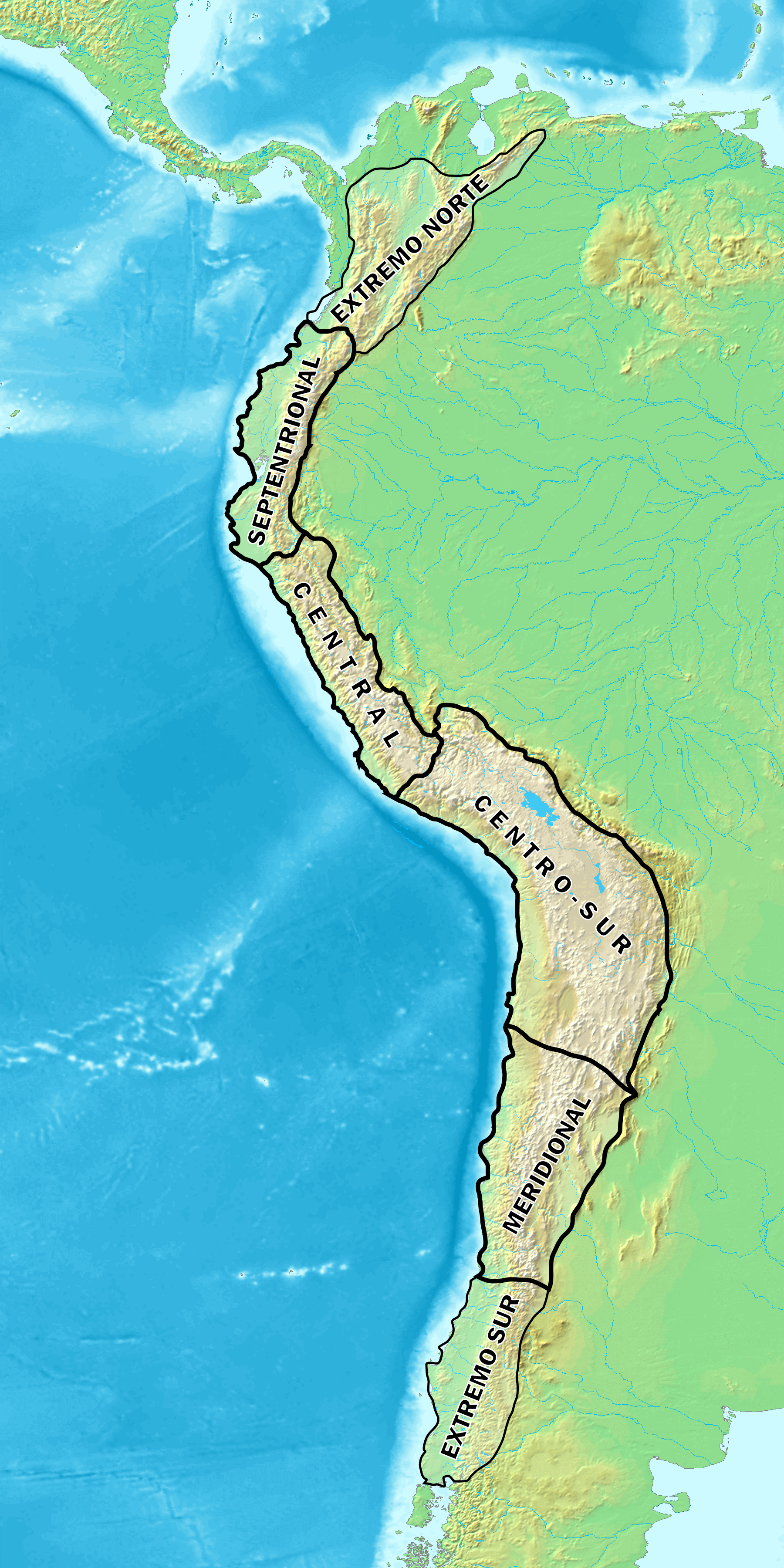
Áreas culturales andinas. En el extremo norte, actual Colombia, en los andes septentrionales compartido por Colombia, Ecuador y Perú, en el centro parte del actual Perú, en el centro sur compartido por Perú, Bolivia, Argentina y Chile, en los andes meridionales compartido por Chile y Argentina al igual que en el extremo sur.

Se denomina estados andinos al conjunto de países soberanos por los que pasa la cordillera de los Andes. Estos incluyen a Venezuela, Colombia, Ecuador, Perú, Bolivia, Chile y Argentina.    
En la actualidad, Comunidad Andina, es la organización que une a varios de estos estados con intereses geopolíticos compartidos incluye a Colombia, Ecuador, Perú y Bolivia. Anteriormente incluía a Venezuela y Chile.  

## Etimología
La palabra Andes viene de la expresión anti de la lengua quechua que significa oriente, punto cardinal por donde sale el Sol.
La manera en que se convirtió en el nombre de la cordillera es explicada en Comentarios reales de los incas escritos por el Inca Garcilaso de la Vega:

Los reyes Incas dividieron su imperio en cuatro partes que llamaron Tihuantin-Suyu, que quiere decir “Las cuatro partes del mundo” conforme a las cuatro partes principales del cielo: oriente, poniente, septentrión y mediodía. Pusieron a la parte oriente Antisuyu, por una provincia llamada Anti que está al oriente, por la cual también llaman Anti a toda aquella cordillera de sierra nevada que pasa a oriente del Perú.
Inca Garcilaso de la Vega

El cambio del quechua Anti al castellano Andes se explica pues en quechua no se usa el sonido expresado por la consonante d.
Existe otra etimología según la cual anti podría venir de anta que significa cobre. El filólogo alemán Johann Karl Eduard Buschmann probó que esto no podía ser cierto pues el quechua mantiene la a final en palabras compuestas, como en Antamarca (provincia del cobre).

## Primeros pobladores

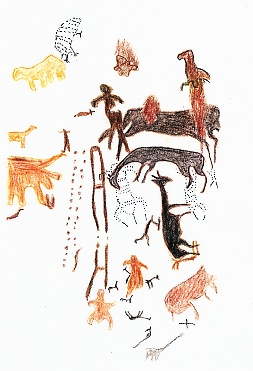
Pinturas rupestres en Toquepala, cuya antigüedad se ha calculado en 9000 años.

### Periodo Lítico
La etapa más extensa de la historia andina es la que precede a la conquista española del siglo XVI. Las evidencias más antiguas de seres humanos permiten suponer que el hombre llegó hace trece mil años procedente de otros continentes, a finales de la última edad glacial, en el pleistoceno para ser más exactos.
Los primeros hombres andinos, organizados en bandas y clanes, eran cazadores y recolectores. La caza de camélidos sudamericanos en las zonas alto andinas (especialmente guanacos); y la pesca y recolección de mariscos en la costa del océano Pacífico (aprovechando la riqueza biológica de la Corriente de Humboldt) fueron sus principales actividades económicas. 

### Periodo Arcaico andino
En los Andes Centrales, el Periodo Arcaico Andino es la segunda etapa del Precerámico Andino que comprende desde la domesticación de plantas y animales con la aparición de los primeros horticultores seminómadas hasta la aparición de la cerámica.
La vida se hizo más estable, aparecieron las primeras aldeas en las llanuras o en los valles, cerca de los campos de cultivo o en las playas ricas en mariscos, las estructuras más antiguas son las chozas de material vegetal y posteriormente construcciones de piedra y barro; de la misma manera aparecieron los primeros tejidos rudimentarios.
En la segunda mitad de este periodo conocido como arcaico tardío hace su aparición la arquitectura monumental con las primeras sociedades costeñas organizadas bajo la dirección de las jefaturas y se cimientan las bases de la civilización andina.

### Precerámico Tardío
El precerámico tardío es un periodo terminal del desarrollo de las civilizaciones andinas, donde hace su aparición la arquitectura ancestral aparece con los primeros centros de adoración y se inventa el quipu que era un objeto muy parecido al ábaco que conocemos hoy en día,que se utilizaban para sus controles de ingresos e egresos de su economía  y conteo para la caza. Se delimita este periodo hasta la aparición de la cerámica, por lo cual se considera el último periodo del precerámico Andino.

### Periodo Formativo andino

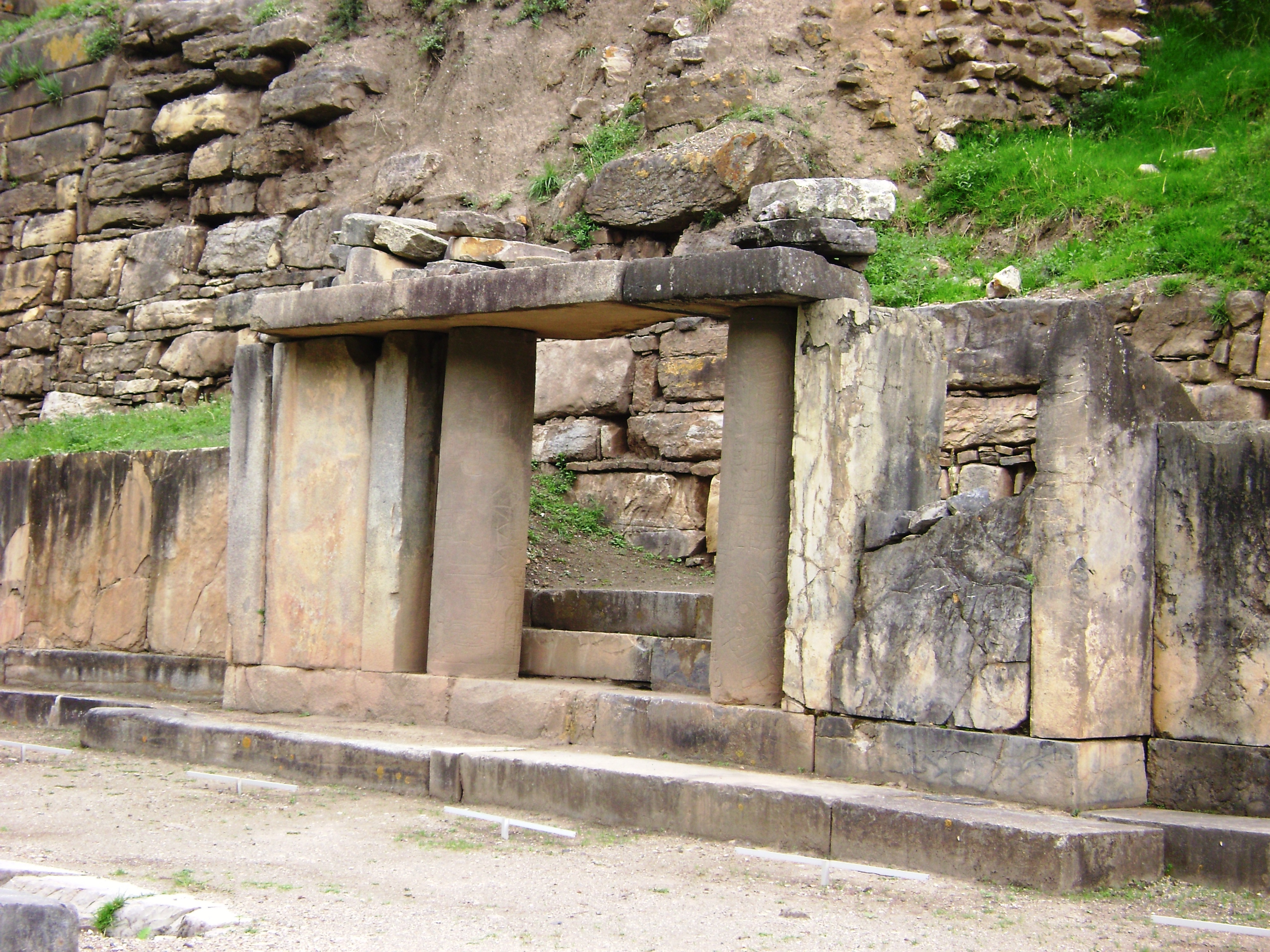
Vista del Templo Nuevo o Castillo de Chavín: Pórtico de las Falcónidas.

El formativo andino se inicia con la aparición de la cerámica ocurrida en la cuenca de Ucayali con la cultura Tutishcainyo y con la fase Wairajirca de la cultura Kotosh en la sierra y en la costa en el gran yacimiento arqueológico de las Haldas cerca de Casma, aproximadamente en 1 800 a. C. y en la Comarca Limeña en Ancón, en 1 600 a. C. y finaliza 200 a.c con la desintegración del Centro Ceremonial de Chavín de Huantar. Entre los logros más importantes destacan la orfebrería, la hidráulica, perfeccionamiento de las técnicas agrícolas, expansión religiosa y encumbramiento del arte textil.

## Culturas Regionales
Hacia el 200 a. C. la civilización andina había evolucionado a formas políticas más complejas. La agricultura se hizo extensiva, construyéndose grandes irrigaciones sobre los desiertos de la costa norte y central e ingeniosos acueductos subterráneos en la costa sur. Las sociedades Moche, Nazca, Recuay, Cajamarca, Vicus, Lima y Tiahuanaco (esta con capital en un gran centro ceremonial del mismo nombre en el norte de Bolivia) son las más conocidas y exitosas de este período. La mayoría de ellas parece haber estado regida por sofisticadas élites guerreras que alentaban la producción de objetos de arte de gran calidad, que son considerados algunas de las obras más importantes del arte americano precolombino (especialmente la alfarería moche, nazca y recuay; el tejido nazca, la joyería moche, el arte lítico tiahuanacota).

### Cultura Muisca
Los Muiscas habitaron el altiplano cundiboyacense y, para el año 1537, se estima que sumaban alrededor de 2 millones de personas organizadas en 56 tribus. Formaron la Confederación Muisca, con una estructura política y administrativa avanzada que incluía un sistema uniforme de caminos, lengua, impuestos, religión y leyes. Existían dos grandes confederaciones, la del zipa de Bacatá (Bogotá) y la del zaque de Hunza, y cada poblado tributaba a su gobernante a cambio de protección y acceso a mercados. Eran los únicos productores de esmeraldas y monopolizaban la minería de cobre y carbón, además de poseer importantes minas de sal. Su rica mitología dio origen a la leyenda de "El Dorado", y contribuyeron con invenciones como el juego del tejo.

### Cultura Quimbaya
Por su parte, los Quimbayas se asentaron en la región del actual Eje Cafetero, principalmente en el Quindío. Fueron reconocidos por su excepcional habilidad en la orfebrería, creando piezas emblemáticas como el Poporo Quimbaya. Eran expertos en la construcción con guadua y desarrollaron métodos agrícolas sostenibles como la "tala y quema" compensada con la siembra de guaduales, la rotación de cultivos y la construcción de terrazas para evitar la erosión. Su dieta se basaba en cultivos como maíz, arracacha y yuca, complementada con la recolección de frutas y la caza. Los Quimbayas también controlaban el comercio de sal en su zona, obteniéndola de salmueras y utilizándola para el trueque.

### Cultura Calima
La cultura Calima engloba grupos precolombinos que habitaron el Valle del Cauca, Colombia, entre el 1600 a. C. y el siglo VI d. C. La denominación "Calima" se refiere a la región geográfica de los hallazgos, no a una única etnia. La investigación actual propone tres fases culturales principales: Ilama, Yotoco y Sonso, a las que se añade Malagana. Estas sociedades jerarquizadas vivían en cacicazgos, practicando la poligamia. Se dedicaban a la agricultura (maíz, fríjol), la cacería y la pesca, aprovechando la fertilidad de los suelos volcánicos. Su mitología incluía bestias fabulosas y el culto funerario era muy relevante, evidenciado por numerosas tumbas con ofrendas de oro. La cerámica Calima se distingue por su decoración geométrica y vasijas antropomorfas y zoomorfas de doble pico y asa puente. Destacan figuras de "canasteros", maternidades y personajes de ojos rasgados. En orfebrería, la fase Yotoco sobresale por sus trabajos en oro y tumbaga, utilizados en ritos funerarios y ceremonias, incluyendo narigueras y máscaras con representaciones de animales poderosos.

### Cultura Caranqui
Los Caranquis, también conocidos como Caras o Imbayas, fueron una avanzada cultura precolombina que habitó la sierra norte del actual Ecuador, abarcando las provincias de Carchi, Imbabura y el norte de Pichincha. Se destacaron por su desarrollo cultural, el uso del idioma "cara", su arquitectura monumental de "tolas" y una cosmogonía ligada al mar y a los pueblos caribe. Eran hábiles comerciantes que interactuaron con los Pastos al norte, los Quitus al sur y los Yumbos al oeste. Su estudio formal se inició con Jacinto Jijón y Caamaño, y aunque se les ha relacionado míticamente con los Caraquez y etimológicamente con varias denominaciones, su conexión arqueológica más sólida es con los Quitus, con quienes compartieron comercio, alianzas militares contra los incas y el culto a la deidad Catequil.

### Cultura Quitu
Los Quitu fueron los habitantes originales de la provincia de Pichincha, Ecuador, parte de la cultura panzaleo. Se asentaron alrededor del 500 d. C. en la sierra centro-norte, formando una extensa red comercial articulada por los "mindalaes" que conectaba la Amazonía y la Costa con las culturas del sur (Puruhás y Cañari) y del norte (Caranquis y Pastos). Aunque su nombre se usó para referirse a los señoríos entre Tungurahua, Cotopaxi y Pichincha, excluyendo a los Caranquis, su geografía más aislada en Pichincha los diferenciaba. Relacionados con los Chibchas, los hallazgos arqueológicos muestran dos fases Protopanzaleo, la primera con influencias mesoamericanas (maya septentrional) y la segunda con técnicas alfareras más avanzadas, ambas con evidencias de comercio o migración marítima desde la costa.

### Cultura Cañari
Los Cañaris fueron los pueblos originarios de las provincias de Azuay y Cañar en Ecuador, con presencia también en Chimborazo, El Oro, Loja y Morona Santiago. Sus caciques practicaban la poligamia y la sucesión hereditaria, formando alianzas para protegerse mutuamente. Evidencias cerámicas sugieren migraciones e intercambios étnicos durante el Período de Desarrollo Regional (500 a. C.-500 d. C.). En el último período prehistórico, el de Integración (500-1534), los Cañaris se dedicaron al comercio, especialmente con la costa, y participaron en constantes guerras internas. Su resistencia fue clave en la caída del Imperio Incaico, lo que les costó muchas vidas inocentes.

### El Imperio Huari
La cultura Huari se expandió entre el 600 y el 900 d. C. hasta Cajamarca y Lambayeque por el norte y hasta la frontera con Tiahuanaco (a la altura de Sicuani y Moquegua) por el sur, construyendo redes de caminos y popularizando sus formas de gobierno y su estilo de ciudad. Muchos consideran por ello a Huari como el primer imperio andino. Como huella de este proceso está la difusión de la iconografía propia del sur, en particular de los diseños de inspiración Tiahuanaco. Importantes centros huaris en territorio panandino fueron: Wiracochapampa (La Libertad), Pachacámac (Lima), Huilcahuaín (Callejón de Huaylas, Áncash), Huarihuilca (Junín), Piquillacta (Cuzco), Cerro Baúl (Moquegua), Castillo de Huarmey (costa de Áncash).
Hacia el 900 d. C. empezó la decadencia de Huari, por razones que nos son desconocidas. Las diferentes regiones del imperio se fueron independizando del poder de la capital y finalmente esta quedó abandonada y acabó siendo saqueada. Luego de desaparecer el poder imperial las grandes ciudades fueron abandonadas y en muchas regiones se regresó a la vida basada en aldeas poco desarrolladas. Otras regiones, sin embargo, se embarcaron en un nuevo florecimiento regional fundándose de esta manera los reinos y señoríos del periodo Intermedio Tardío tales como Lambayeque, Chimú, Chancay, el señorío Ichma, el señorío chincha o el proto señorío Inca. Sin embargo, los enfrentamientos entre estos señoríos no acabaron y la formación de ejércitos, batallas e intentos de conquista continuarían siglos después.
La ciudad sagrada de Pachacámac, un gran centro de peregrinación de la costa central, que con los huari había alcanzado gran esplendor, tras la decadencia de estos se alzó como centro del señorío Ichma (Lima).

#### Estados Regionales Tardíos
Tras la caída de Huari, el espacio político en el antiguo Perú se recompuso y surgió una serie de estados y señoríos independientes.
En la costa norte, florecieron las culturas lambayeque y chimú, que se disputaron la hegemonía de la región. Los chimús se impusieron, creando un poderoso reino que se expandió hasta Tumbes por el norte y Huarmey por el sur. En la costa central, florecieron los señoríos chancay e ichma. Este último fue protector del célebre santuario de Pachacámac, en el valle del Rímac. En la costa sur, el señorío chincha se constituyó en un poderoso Estado que se expandió por los valles del departamento de Ica, llegando incluso más al sur; asimismo, contó con una numerosa flota de balsas con la que comerció a lo largo de la costa del Pacífico.
El altiplano del Titicaca, luego de la caída de Tiahuanaco (hacia 1100 d. C.), vio el surgimiento de los reinos aymaras, como los collas y los lupaca, cuyas economías estaban dominadas por la ganadería de camélidos sudamericanos. En la sierra nororiental, florecieron los chachapoyas. En la sierra central y sur, el vacío creado por la desaparición de Huari fue llenado por una serie de federaciones de ayllus o clanes macro familiares cuya economía, completamente agraria, tenía fuertes tintes militares y estaba marcadas relaciones rituales. Entre estos pueblos estaban los huancas, los pocras, los chancas y los quechuas del Cuzco. Estos últimos fundaron el Curacazgo Inca.

### Cultura Tiahuanaco
La Cultura Tiahuanaco (o Tiwanaku) floreció en el altiplano andino, en la cuenca del lago Titicaca, abarcando territorios de lo que hoy son Bolivia y Perú, con influencias que se extendieron hasta el norte de Chile y Argentina. Considerada una de las civilizaciones preincaicas más importantes, Tiahuanaco fue una sociedad teocrática con una compleja jerarquía social que incluía élites sacerdotales, administradores, artesanos, comerciantes y una vasta población de agricultores y pastores. Su economía se basaba en la agricultura de tubérculos como la papa (de la que producían chuño deshidratado) y la quinua, utilizando ingeniosos sistemas de camellones y andenes para adaptarse al clima altiplánico. La domesticación de camélidos, como llamas y alpacas, fue crucial para el transporte, el comercio y la obtención de recursos.
Tiahuanaco es especialmente reconocida por su monumental arquitectura lítica y su impresionante escultura. El sitio arqueológico de Tiahuanaco, capital del imperio, alberga estructuras como la famosa Puerta del Sol, el Templo de Kalasasaya, la Pirámide de Akapana y Puma Punku, todas construidas con enormes bloques de piedra finamente tallados y ensamblados. Su religión giraba en torno a deidades agrícolas, siendo Viracocha, el dios creador, la figura central, a menudo representado en el arte con atributos felinos y aves. La cerámica tiahuanacota, caracterizada por sus colores intensos y diseños geométricos o zoomorfos estilizados, junto con su metalurgia en cobre y bronce, demuestran un avanzado nivel artístico y tecnológico que ejerció una notable influencia en culturas andinas posteriores.

### Cultura Chinchorro
La Cultura Chinchorro, que floreció en las costas del norte de Chile hace más de 7.000 años, es reconocida mundialmente por ser la primera en desarrollar técnicas de momificación artificial, superando en antigüedad incluso a las egipcias. Sus métodos involucraban un complejo proceso de evisceración, secado y reconstrucción del cuerpo, utilizando materiales como arcilla, vegetales y varillas. Estas momias no solo eran para la élite, sino que se aplicaban a personas de todas las edades y sexos, incluyendo infantes, lo que sugiere una profunda cosmovisión y un fuerte vínculo con los ancestros. Su legado arqueológico es fundamental para comprender las prácticas funerarias tempranas y las complejas creencias espirituales de las sociedades prehistóricas en Sudamérica.

### Cultura Diaguita
La Cultura Diaguita, asentada en el "Norte Chico" de Chile, entre los ríos Copiapó y Choapa, representó un importante desarrollo agrícola y artesanal en la región. Se distinguieron por su sofisticado sistema de agricultura en terrazas y el uso eficiente de canales de riego, lo que les permitía cultivar en un paisaje montañoso. Sin embargo, su rasgo más distintivo es su cerámica, reconocida por sus formas variadas como jarros patos y puco, y decorada con complejos diseños geométricos en rojo, negro y blanco, a menudo con motivos zoomorfos estilizados. También practicaron la ganadería de camélidos y fueron hábiles tejedores. La organización de sus asentamientos evidenciaba una sociedad con cierta complejidad, que más tarde tendría contacto y recibiría influencia del Imperio Inca.

### Cultura Mapuche
Los antecesores del Pueblo Mapuche habitaron el centro-sur de Chile, destacando como una de las culturas preincaicas más influyentes, aunque su mayor desarrollo cultural y resistencia se manifestó en épocas posteriores. Eran hábiles agricultores de maíz, papas y legumbres, complementando su dieta con la caza y la ganadería de camélidos. Poseían una rica cultura material e inmaterial, con una profunda conexión con la naturaleza y una cosmovisión compleja que se expresaba en sus ceremonias y rituales. Su lengua, el mapudungún, era central para su identidad y su tradición oral. Estaban organizados en diversos grupos, como los Picunches al norte, los Mapuches propiamente tales en el centro y los Huilliches en el sur, todos compartiendo elementos culturales fundamentales.

## El Imperio incaico:Tahuantinsuyo (1438-1532)

Expansión del imperio Incaico (1438–1533).

La civilización inca o incaica, pináculo de la civilización andina, floreció entre los siglos XV y XVI. El término «inca», que originalmente significaba «jefe» o «señor» y que era el título dado al monarca (Sapa Inca) y a los nobles de sangre imperial, acabó por designar globalmente al pueblo o etnia que forjó esta gran civilización.
Los incas extendieron su área de dominio en la región andina abarcando grandes porciones territoriales de las actuales repúblicas de Perú, Chile, Bolivia y Ecuador, así como el noroeste de Argentina y el extremo suroccidente de Colombia. Tomaron de los diversos pueblos o naciones anexados (unos 200) muchas expresiones culturales y la adaptaron a su realidad estatal, difundiéndolos en todo el territorio de su imperio y dándoles un sentido de unidad cultural. Todo ello pudieron lograrlo gracias a una acertada organización política y administrativa.
La historia de la formación del Imperio Inca ha sido reconstruida con dificultad, ya que los pueblos andinos carecían de una escritura propiamente dicha. Los cronistas españoles recogieron noticias histórico-legendarias, de boca de algunos nobles incas.

#### Los incas legendarios
Según una leyenda transmitida por el Inca Garcilaso de la Vega, el fundador de la dinastía inca fue Manco Cápac, que, junto con su esposa Mama Ocllo, salió del lago Titicaca, enviado por su padre el Sol para fundar una ciudad destinada a civilizar y unificar el mundo andino. La pareja real llegó hasta la región del actual Cuzco, donde se hundió una varilla que llevaban consigo, señal que el Sol les daba indicándoles el sitio donde debería realizarse la fundación. Otra leyenda (posiblemente la que más se ajusta a la tradición inca), menciona a Manco Cápac como integrante de un grupo de cuatro hermanos y sus esposas, también de origen solar, que salieron de las ventanas o grutas del cerro Tamputoco, al sudeste del valle de Cuzco. Manco eliminó primero a sus hermanos, tras lo cual se estableció con sus hermanas y algunos parientes en el valle de Cuzco. Sus sucesores consolidaron el dominio inca en el valle (Curacazgo Inca) y empezaron a enfrentarse a los pueblos vecinos: Sinchi Roca, que solo fue un jefe militar o sinchi; Lloque Yupanqui, que llegó a concretar alianzas con distintos pueblos circundantes, iniciando la llamada Confederación Inca; Mayta Cápac, que logró una victoria sobre los alcahuizas; Cápac Yupanqui, que venció a los condesuyos; Inca Roca, que venció a otros pueblos vecinos; y Yahuar Huaca, cuyo gobierno fue breve y sucumbió a manos de los condesuyos; y Viracocha, que salvó al Estado inca logrando triunfar sobre los pueblos hostiles y emprendiendo luego expediciones victoriosas.
La verdad histórica que se desentraña de estos relatos es que los incas habrían sido una etnia (posiblemente quechua), que hacia el siglo XIII d. C. llegaron al valle de Cuzco, procedente de la región adyacente al lago Titicaca (altiplano boliviano). Una teoría postula que los incas serían herederos del antiguo imperio huari. En el valle del Cuzco se habrían mezclado con algunos pueblos y expulsado a otros. En el siglo siguiente, lograron imponerse a las poblaciones más cercanas al valle cusqueño y paulatinamente extendieron sus territorios, combatiendo a sus enemigos collas (del altiplano, en la actual Bolivia) y chancas (de las actuales regiones de Ayacucho y Apurímac), en unión con sus aliados quechuas.
Siguiendo con el relato legendario, con la muerte de Viracocha se iniciaron las disputas por el trono. El sucesor legítimo fue depuesto por su hermano Cusi Yupanqui, que adoptó el nombre de Pachacútec (el que transforma la tierra) y encabezó la defensa del Cuzco sitiado por los chancas, logrando el triunfo. Este episodio, que ocurrió hacia el año 1438, marcó el inicio del periodo imperial incaico, es decir, el de las grandes conquistas.

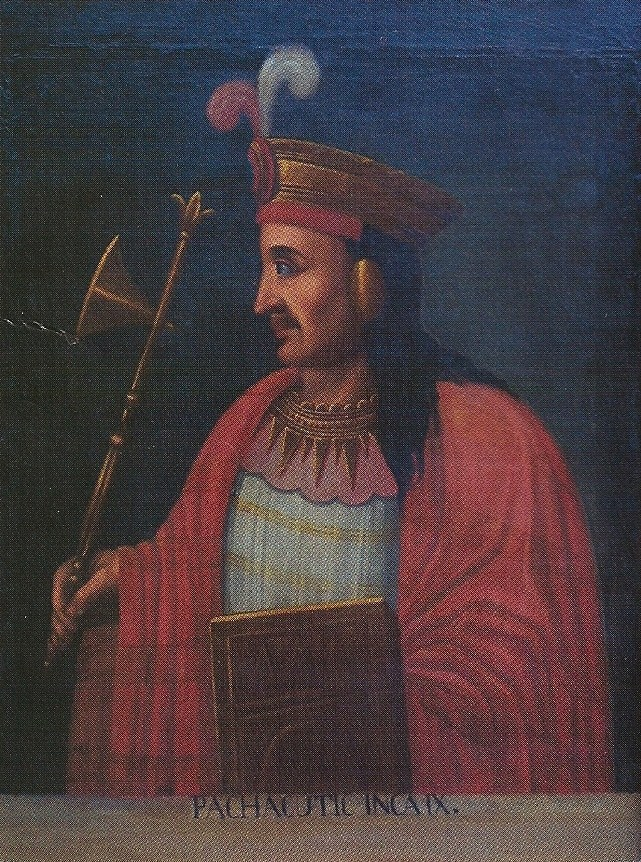
El Inca Pachacútec.

#### Los incas históricos
Con Pachacútec (1438-1471) se inició el periodo histórico de los incas, conocido también como el Período Inca Imperial, pues, siguiendo el concepto occidental, al anexarse a muchos pueblos o naciones, el Estado Inca se convirtió en Imperio. Por el norte, Pachacútec sometió a los huancas y tarmas, hasta llegar a la zona de los cajamarcas y cañaris, estos últimos en el actual Ecuador. Por el sur sometió a los collas y lupacas, que ocupaban la meseta del altiplano. De otro lado, mejoró la organización del estado, dividiendo el imperio en cuatro regiones o suyos, por lo que fue conocido como el Tahuantinsuyo (cuatros suyos). Asimismo, organizó a los chasquis (correo de postas) e instituyó la obligatoriedad de los tributos.
El hijo y sucesor de Pachacútec, Túpac Yupanqui (1471-1493) ya había actuado como general durante el reinado de su padre, sometiendo al reino Chimú, sofocando la resistencia de los chachapoyas y avanzando por el norte hasta Quito. Ya como monarca, quiso incursionar en la selva (región de los antis), pero una rebelión de los collas lo obligó a desviarse hacia el Collao. Sometió a algunos pueblos del altiplano y del norte argentino. Más al sur, amplió las fronteras del imperio hasta el río Maule en Chile. Incluso, según una versión, habría llegado más al sur, hasta el río Biobío. En el aspecto administrativo, mejoró la recaudación de los tributos y nombró visitadores o gobernadores imperiales (tuqriq), dando así a sus dominios una organización centralizada.
El hijo y sucesor de Túpac Yupanqui, Huayna Capac (1492-1525), fue el último gran monarca inca. Durante su gobierno, continuó la política de su padre, en cuanto a la organización y fortalecimiento del estado. Para conservar los territorios conquistados tuvo que sofocar en forma sangrienta continuas sublevaciones. Derrotó a los rebeldes chachapoyas y anexionó la región del golfo de Guayaquil, llegando hasta el río Ancasmayo (actual Colombia). Estando en Tumibamba, en el actual Ecuador, enfermó gravemente de viruelas, epidemia que trajeron los españoles y sus esclavos negros, que por entonces deambulaban por las costas septentrionales del Imperio. Antes de morir, Huayna Cápac designó como sucesor a su hijo Ninan Cuyuchi, pero este falleció también víctima del mismo mal. Otro de los príncipes imperiales, Huáscar, impuso entonces sus derechos al trono y se coronó en el Cuzco, mientras que en la región de Quito, Atahualpa (hijo de Huayna Cápac con una palla o princesa cuzqueña), con el apoyo del ejército y de la población local, se rebeló contra la autoridad de Huáscar, reclamando para sí el Imperio. Entre ambos hermanos y sus respectivos partidarios se desató una guerra civil que finalizó con el triunfo de Atahualpa en 1533. Huáscar fue apresado y su familia exterminada. Atahualpa marchó al Cuzco para ceñirse la mascapaicha o borla imperial, cuando en el trayecto, en Cajamarca, fue sorprendido por los conquistadores españoles bajo el mando de Francisco Pizarro.

## Historia hispánica

### Conquista (1532-1572)

#### La conquista del Perú

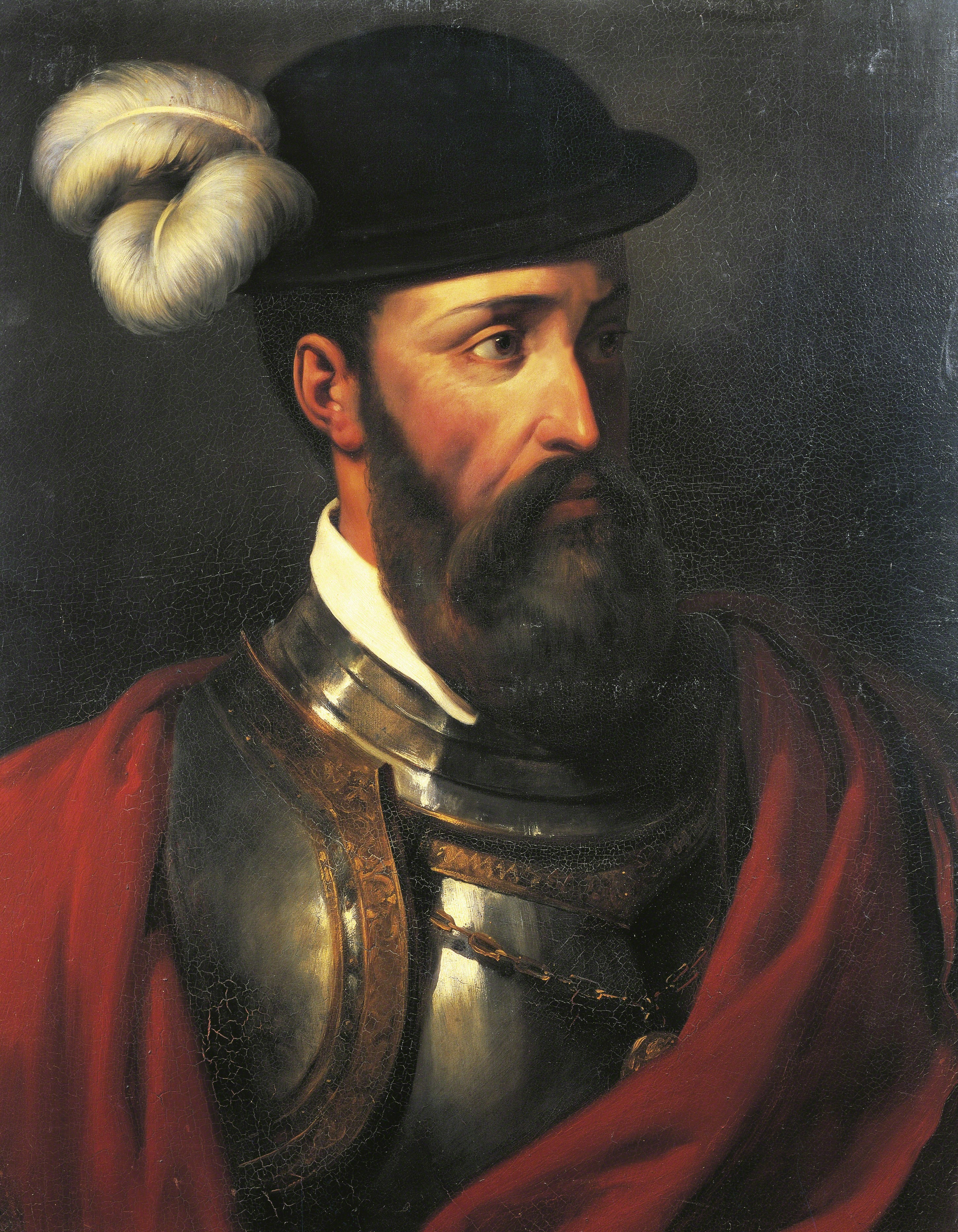
Francisco Pizarro

Es el proceso histórico de anexión del Imperio incaico o Tahuantinsuyo al Imperio español. Se considera que inició a poco de haber finalizado la guerra civil por el trono incaico entre los dos hermanos Huáscar y Atahualpa (hijos del inca Huayna Cápac) con las acciones del 16 de noviembre de 1532 cuando el vencedor de la guerra y nuevo inca, Atahualpa, se reunió en Cajamarca con los conquistadores españoles encabezados por Francisco Pizarro. En dicho encuentro Atahualpa y su comitiva fueron emboscados y este tomado preso por los españoles y meses después ejecutado, el 26 de julio de 1533. Posteriormente los españoles, aliados con las panacas huascaristas, además de cañaris, chachapoyas y otras etnias vasallas de los incas, marcharon al Cuzco, la capital del imperio, donde ingresaron el 14 de noviembre de 1533 y proclamaron como nuevo inca a Manco Inca, con la intención de convertirlo en un rey títere. Pero Manco Inca se liberó y al mando de un ejército encabezó una guerra de reconquista que inició el 6 de mayo de 1536 con el sitio del Cusco, donde se encontraba la mayor fuerza española comandada por Hernando Pizarro. Aunque causaron grandes bajas a los españoles, las fuerzas de Manco Inca no lograron tomar el Cuzco por la traición de muchos de sus hermanos(como Paullu Inca) y de varias naciones del Tahuantinsuyo. Finalmente, Manco Inca tuvo que disolver a su ejército y retirarse a las agrestes montañas de Vilcabamba, donde instaló la sede de la monarquía incaica (1538), mientras que el resto del territorio fue ocupado por los españoles, quienes tras un periodo de guerra civil entre españoles llevaron adelante el proceso de asentamiento y colonización del Perú. El reinado de los incas de Vilcabamba duraría hasta 1572, cuando el virrey Francisco de Toledo ejecutó al último Inca: Túpac Amaru I. La conquista del Perú duró pues, en propiedad, cuarenta años (1532-1572).

#### Las campañas de Belalcázar

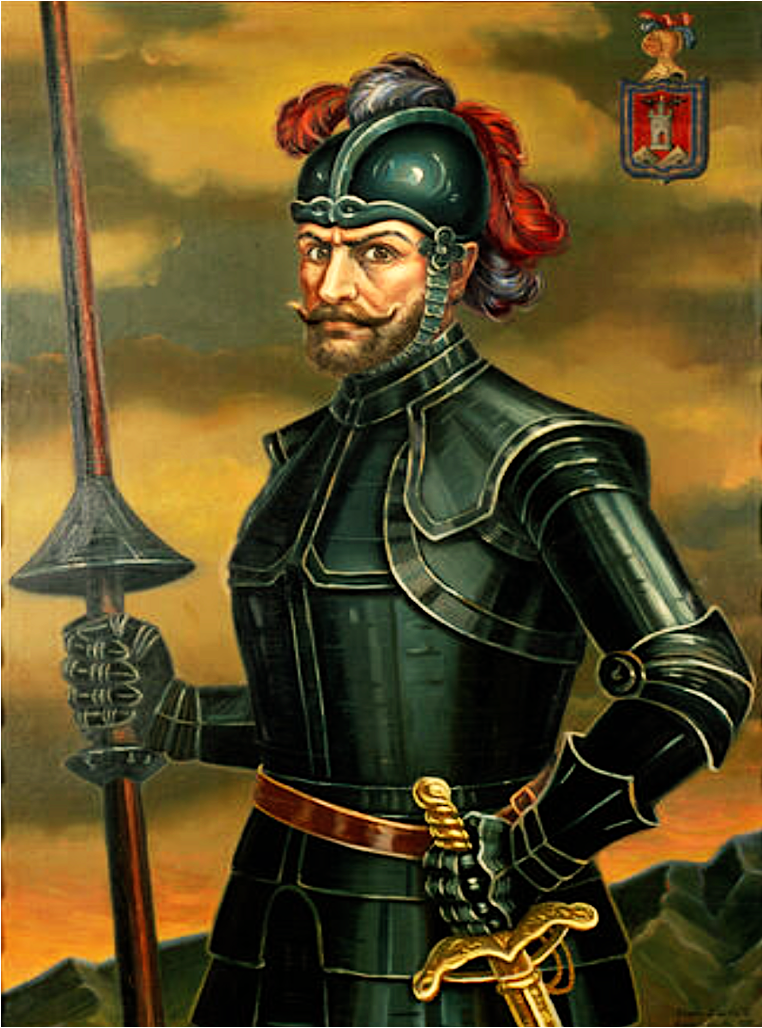
Retrato de Sebastian de Benalcazar

Sebastián de Belalcázar fue un destacado militar, explorador y conquistador español. Su trayectoria en el Nuevo Mundo comenzó en 1514, llegando con Pedrarias Dávila y participando en la fundación de Panamá en 1519. Posteriormente, se unió a la conquista de Nicaragua en 1524, donde fue nombrado alcalde de León. Su carrera dio un giro significativo en 1531 cuando se unió a Francisco Pizarro en la conquista del Imperio Inca, desempeñando un papel crucial en la captura de Atahualpa en Cajamarca. Este éxito inicial lo impulsó a buscar nuevas expediciones y riquezas, consolidando su reputación como un líder militar experimentado.
Tras la conquista del Perú, Belalcázar se encargó de la defensa del norte del Tahuantinsuyo. Adelantándose a Pedro de Alvarado, fundó Santiago de Quito (1534), la primera ciudad española en el actual Ecuador, cerca de Riobamba, y poco después San Francisco de Quito (1534) sobre las ruinas de la capital incaica. Su ambición lo llevó a continuar hacia el norte, estableciendo Santiago de Cali (1536) y Asunción de Popayán (1537) en el actual territorio colombiano. Estas fundaciones no solo consolidaron la presencia española en la región andina septentrional, sino que también estuvieron marcadas por conflictos con las poblaciones indígenas, como los enfrentamientos con Rumiñahui, y disputas con otros conquistadores por el control de los nuevos territorios.
La leyenda de El Dorado motivó a Belalcázar a extender sus exploraciones hacia el Nuevo Reino de Granada. En esta travesía, se encontró en los Andes del Altiplano Cundiboyacense con Gonzalo Jiménez de Quesada y Nicolás Federmann, tres conquistadores que, desobedeciendo a sus respectivos gobernadores, convergieron en la misma búsqueda. Este encuentro en 1538 marcó el fin de una etapa de expansión descontrolada y el inicio de reclamaciones formales ante la Corona española. Belalcázar fue finalmente nombrado adelantado y gobernador de Popayán en 1540, cargo que asumió en 1542.

#### Las campañas de Quesada

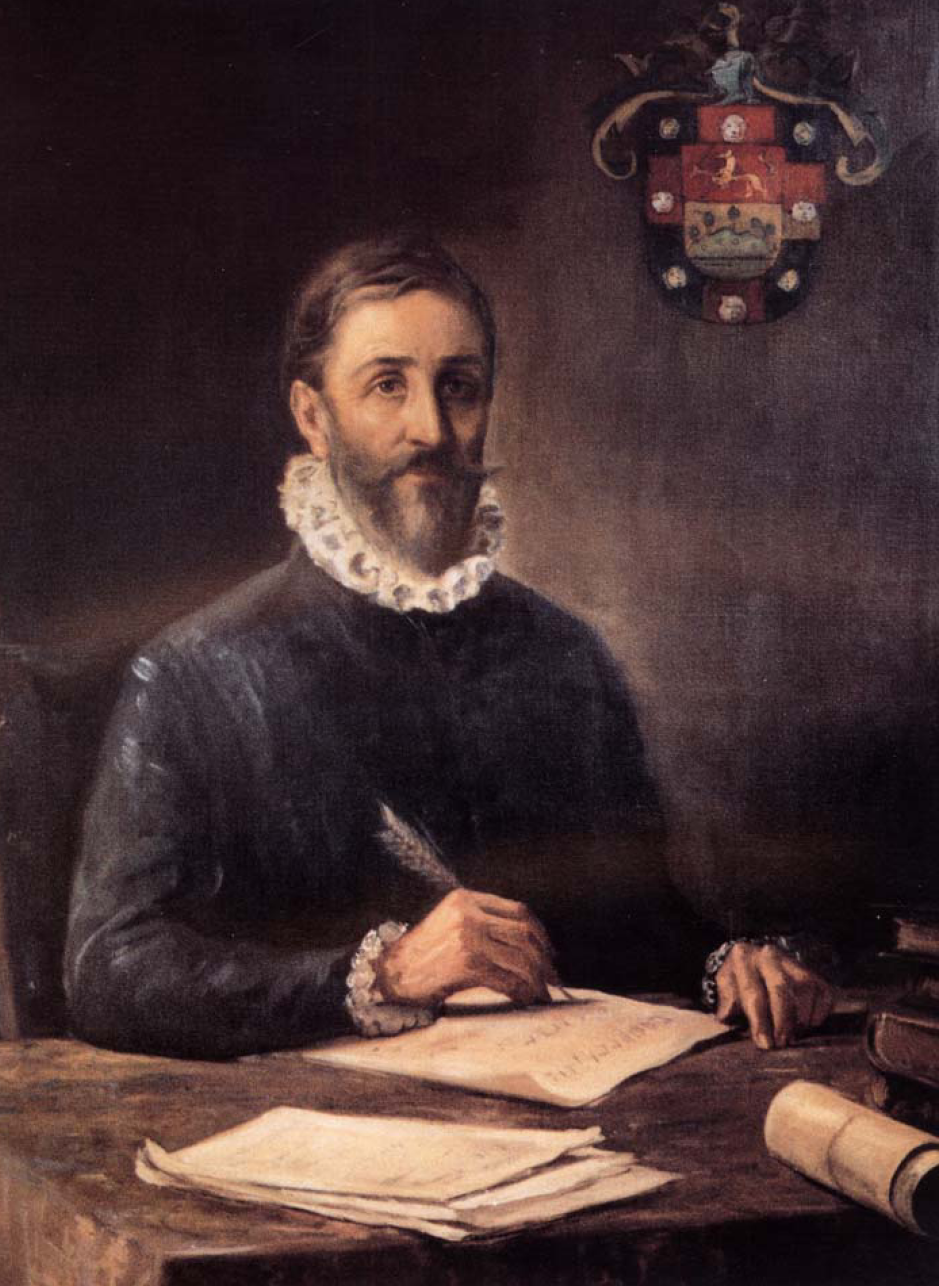
Retrato de Quesada

Por otro lado, en la zona más septentrional de los andes se llevarían a cabo las campañas de Quesada, que iniciaron formalmente el 6 de abril de 1536, cuando Gonzalo Jiménez de Quesada partió de Santa Marta con una expedición de quinientos infantes y ochenta caballos. Su objetivo era explorar las riberas del río Magdalena que atraviesa la cordillera de los Andes. Tras un año de ardua travesía, en la que gran parte de su tropa pereció a causa de las enfermedades, Quesada y los ciento sesenta y seis hombres que le quedaban llegaron a las tierras habitadas por el pueblo muisca. Descubrieron indicios de una civilización avanzada gracias al hallazgo de vasijas con sal y mantas de algodón en Tora de las Barrancas Bermejas, lo que les confirmó la existencia de una rica sociedad en el interior.
En febrero de 1537, la expedición de Quesada se adentró en el territorio muisca, pasando por diversos poblados y enfrentándose a los guerreros del zipa Tisquesusa en un primer encuentro armado cerca de Busongote. Los españoles se impusieron gracias a la superioridad de sus armas de fuego y caballos, causando pánico entre los indígenas. Finalmente, el 5 de abril de 1537, llegaron a Chía y desde los cerros de Suba divisaron la vasta Sabana de Bogotá, a la que Quesada denominó el "Valle de los Alcázares" y que los conquistadores aclamaron como "Tierra buena" por su aparente riqueza y abundancia. Dos comisiones exploraron la zona, una de las cuales, comandada por Pedro Fernández de Valenzuela, encontró un caserío llamado Teusaquillo, donde se establecería el primer asentamiento español.
La fundación de Santafé de Bogotá se materializó en varias etapas. Un primer asentamiento se estableció en Teusaquillo, en la región de Bacatá, en lo que posteriormente se conocería como Pueblo Viejo. El 6 de agosto de 1538, Jiménez de Quesada realizó una ceremonia simbólica en la Plaza de las Yerbas (actual Parque Santander), marcando el sitio y nombre de la futura ciudad. Sin embargo, la "fundación jurídica" oficial tuvo lugar el 27 de abril de 1539, cuando Quesada se encontró con otras dos importantes expediciones: la de Nicolás Federmann, proveniente de Venezuela, y la de Sebastián de Belalcázar, desde el sur. Este singular encuentro de tres conquistadores en la actual Plaza de Bolívar consolidó la presencia española y llevó a la designación formal de los solares y edificios principales. Tras la muerte de los últimos soberanos muiscas, la resistencia indígena fue finalmente sofocada por Gonzalo Suárez Rendón en 1542, y la Corona designó a Quesada como "adelantado de los cabildos de Santa Fe y Tunja".

#### La guerra del Arauco

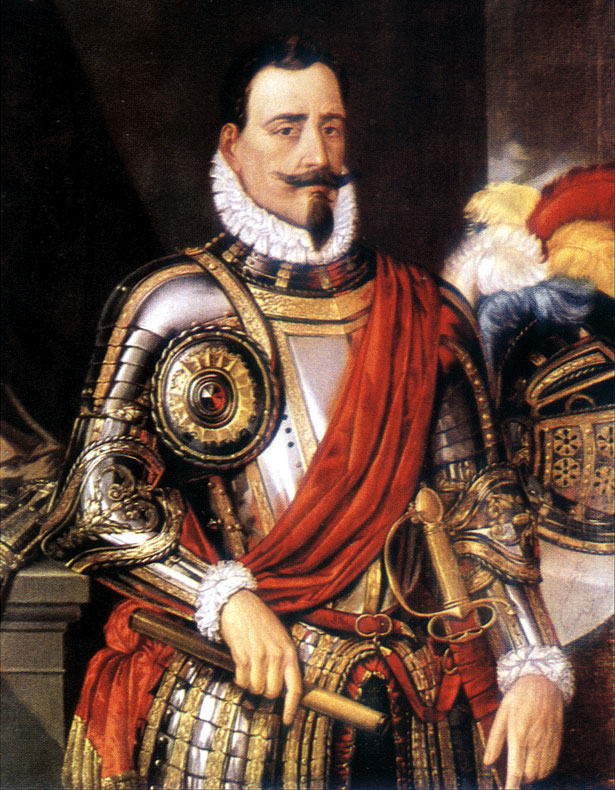
Pedro de Valdivia en un retrato de 1854 por Federico Madrazo.

En la parte más austral, en cambio, se llevó a cabo la Guerra de Arauco principalmente entre los siglos XVI y XVII en la región de la Araucanía, en lo que hoy es Chile. Enfrentó al Imperio Español, inicialmente a través de expediciones privadas de conquista y luego con creciente participación gubernamental, contra los diversos clanes y linajes del pueblo mapuche (moluches, nagches, lafquenches, pehuenches, huilliches y cuncos). Dada la falta de una organización centralizada entre los mapuches, el conflicto fue complejo, con alianzas cambiantes tanto entre españoles e indígenas como entre diferentes facciones mapuches. Comenzó como una reacción mapuche a los intentos españoles de establecer ciudades y someterlos al sistema de encomienda, evolucionando hacia fases de asedios, cacería de esclavos, saqueos y expediciones punitivas, con secuestros y violaciones comunes en ambos bandos.
Un punto de inflexión en la guerra fue la Batalla de Curalaba en 1598, seguida por la destrucción de las siete ciudades españolas, lo que estableció una frontera clara entre los dominios españoles y las tierras mapuches independientes. Desde el siglo XVII hasta finales del XVIII, el conflicto se transformó en choques esporádicos y saqueos, intercalados con una serie de "parlamentos" entre los gobernadores de la Capitanía General de Chile y los lonkos mapuches para intentar mantener la tregua. Los cronistas de la época, asombrados por la prolongación y dificultad de este conflicto en el Nuevo Mundo, lo apodaron el "Flandes Indiano", en alusión a la Guerra de los Ochenta Años en Europa.

La resistencia mapuche se caracterizó por su adaptabilidad y el aprovechamiento del terreno montañoso y boscoso para la guerra de guerrillas, lo que dificultó enormemente el avance español. A pesar de la superioridad tecnológica de los conquistadores, la guerra de Arauco fue un constante desafío para la Corona Española y el Virreinato del Perú, con un alto costo en vidas y recursos. Figuras como el joven Lautaro, quien aplicó tácticas aprendidas de los españoles para derrotar a Pedro de Valdivia en la Batalla de Tucapel (1553), y Caupolicán, quien continuó la lucha, son emblemáticas de esta resistencia. Las enfermedades traídas por los europeos también diezmaron a la población indígena, y el mestizaje resultante del secuestro mutuo de mujeres entre ambos bandos contribuyó al desgaste del conflicto a largo plazo. Aunque la independencia de Chile marcó el fin del conflicto hispano-mapuche original, las tensiones continuarían en nuevos enfrentamientos hasta la Pacificación de la Araucanía en 1883.

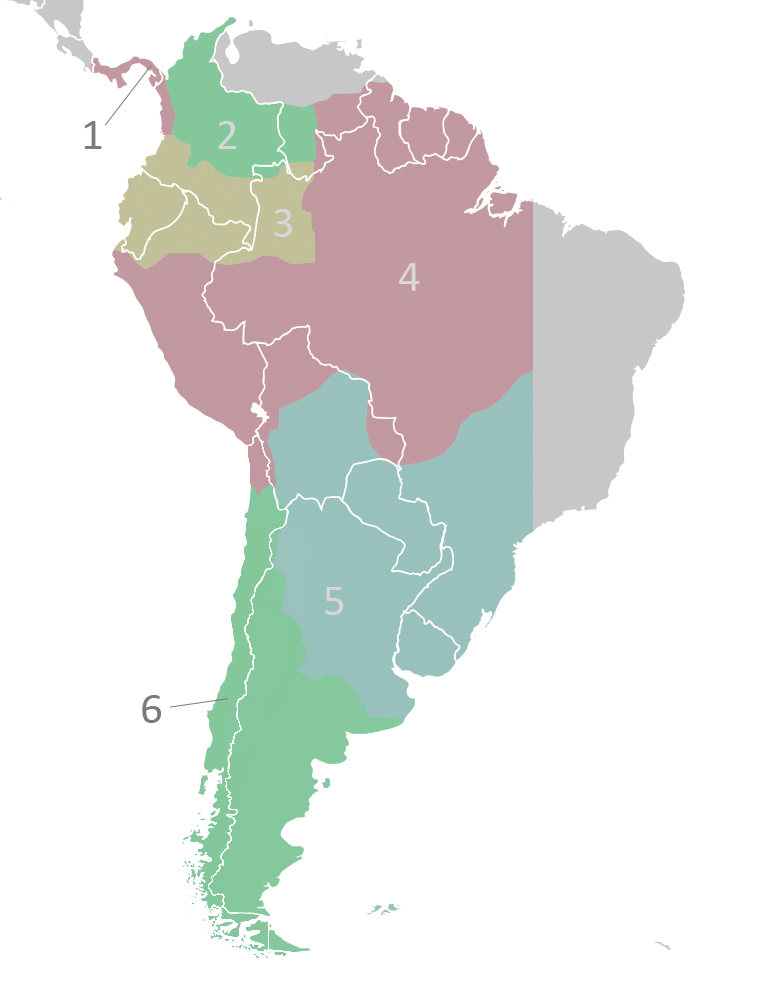
Audiencias del Virreinato del Perú, hacia 1650.

### Virreinato (1542-1739)
El Virreinato del Perú fue una entidad territorial del Imperio español  creada por la Corona Española en el año 1542, con capital en la ciudad de Lima, durante su dominio en el Nuevo Mundo. En un principio, su territorio comprendía casi toda América del Sur, incluyendo Panamá y algunas islas de Oceanía. Aunque no incluía Venezuela, que dependía de la Real Audiencia de Santo Domingo, ni los territorios al este de la línea del Tratado de Tordesillas que pertenecía al Imperio de Portugal. Dos siglos después, su inmenso territorio sufrió tres importantes mermas. En 1717 se creó el Virreinato de Nueva Granada al norte. En 1776 se creó el Virreinato del Río de la Plata al sur. Al mismo tiempo la colonia portuguesa del Brasil extendía sus fronteras tomando territorios de la Amazonia.
A pesar de las pérdidas territoriales, todavía a principios del siglo XIX el virreinato del Perú era la principal posesión de la Corona española al tratarse de una de sus principales fuentes de riqueza.
El proceso de independencia hispanoamericana inició el fin del virreinato, conflicto en el que se mantuvo en el bando realista, y funcionó como un importante bastión y centro estratégico de la Corona española en América del Sur. Esto provocó la guerra con la Provincias Unidas del Río de la Plata (creada tras la caída del virreinato homónimo), el cual por el contrario había elegido el camino de la independencia y desde 1810 enviaba fuerzas libertadoras en todas direcciones. Tras independizar la Capitanía General de Chile, el general rioplatense José de San Martín giró nuevamente su atención hacia Perú y preparó un ataque naval. La campaña fue un éxito y San Martín declaró la independencia del Perú, para acto seguido retirarse de su carrera militar. Aún quedaban áreas bajo control realista, así que continuó con la tarea independentista el general grancolombiano Simón Bolívar con la intervención de la Gran Colombia, quien utilizó el apoyo de las guerrillas peruanas y todos los recursos de logística de la sierra peruana, requisando todo lo necesario para una guerra de posiciones. Tras la batalla de Ayacucho el virreinato perdió su rumbo con solo algunos focos de lealtad a la Corona en los Andes y la costa del bajo y alto Perú. Con divisiones internas, sin auxilios de la España peninsular y prácticamente aislado del mundo, la resistencia del virreinato peruano sucumbió en 1824.
Una vez derrotados los españoles, Bolívar se declararía dictador del Perú y enviaría a Antonio José de Sucre a gobernar un nuevo Estado, Bolivia (Alto Perú), nombrado así en honor al propio Bolívar. Los peruanos, a sabiendas de que Bolivia era un Estado títere de la Gran Colombia creado para debilitar a su país, expulsaron al dictador e iniciaron los preparativos para enfrentarse a los colombianos, que ya habían anexado la Provincia Libre de Guayaquil, históricamente reclamada por Perú.

### Reformas borbónicas (1739-1812)
La conflictiva situación fue confirmada por visitadores enviados por la Corona, quienes recomendaron a Felipe V la creación de un virreinato independiente en la Nueva Granada en 1717, finalmente erigido de forma provisional el 13 de junio de 1718 hasta la llegada del primer virrey el 25 de noviembre de 1719.
Las consideraciones de la corona para su creación incluyeron su situación geográfica entre dos mares (el Caribe y el Mar del Sur, hoy océano Pacífico) y de puerta de acceso a la parte occidental de la América del Sur, le permitiría enfrentar mejor el contrabando y los ataques de piratas y bucaneros con un punto más cercano al Mar Caribe. Sin embargo, la escasez de caminos apropiados hacían difícil el tránsito y la comunicación en el interior del virreinato. El establecimiento de una capitanía general en Caracas y una real audiencia en Quito, aún legalmente subordinada al virrey, fue una respuesta a las necesidades de un gobierno efectivo en las regiones más alejadas.
Sin embargo, las primeras señales de inestabilidad al naciente virreinato fueron las quejas de la Real Audiencia de Quito (el cual fue abolido por la real cédula del 27 de mayo de 1717), en las que hubo discusiones referido a la pregunta de cual centro de poder (Lima o Santafé de Bogotá) convenía mejor a los entes territoriales de la provincia de Quito, y entre los quiteños, y sobre todo los guayaquileños, hubo un partido peruanófilo que proponía que sus provincias estuvieran bajo la jurisdicción de Lima por su fácil accesibilidad al mar y mayor comunicación con sus pueblos (debido a las redes de intercambio comercial y cultural con el Norte Peruano, como Piura o Cajamarca), en contra de la idoneidad de la jurisdicción de Bogotá, que se encontraba al Interior de los picos andinos, alejada de los centros de poder quiteño, y cuyos pobladores no tenían un sentimiento de afinidad tan grande con los neogranadinos, en contraste con los peruanos. Finalmente, el Rey de España emitió la real cédula del 29 de abril de 1720, por el que se ordenaba que el distrito quiteño volviera a reintegrarse con el virreinato del Perú y que su Audiencia fuera restablecida sin dependencia de la Real Audiencia de Santafé de Bogotá.
Terminada la guerra con la Cuádruple Alianza, en 1724 se emitió otra Cédula Real que suprimió el virreinato de Nueva Granada por razones económicas lo que conllevó a un retorno de la presidencia. Sin embargo en 1740, por mandato real, la Real Audiencia de Quito fue incorporada nuevamente al virreinato. Para entonces, el rey firmó en San Ildefonso, la Cédula de Reerección definitiva del 20 de agosto de 1739 del virreinato de Nueva Granada con los mismos derechos de la Cédula Real de 1717.
Transcurridos poco más de dos años desde su incorporación al virreinato, la provincia de Venezuela es reintegrada en 1742 a la jurisdicción de la Real Audiencia de Santo Domingo, dependiente esta a su vez del virreinato de Nueva España, jurisdicciones a las que seguiría perteneciendo hasta su independencia.
De esta manera, provincias de lo que hoy podría corresponder a Colombia, Ecuador, Panamá, Venezuela, y regiones de Perú, Brasil, Costa Rica, Nicaragua y la Guayana Esequiba, hasta entonces bajo diferentes jurisdicciones, se unieron bajo una misma autoridad imperial establecida en la ciudad de Santafé de Bogotá, confirmando así a la ciudad como otro de los principales centros administrativos de las posesiones españolas en América, junto con Lima y la Ciudad de México.
El rey Felipe II sujetó al gobernador a la vigilancia del virrey del Perú, al expresar en una real cédula del 21 de enero de 1589: 

«Que el Governador de Chile esté subordinado al Virrey de Lima, y le correspondan en las materias de su cargo" y debía "guardar, cũplir, y executar sus ordenes, y avisarle de todo lo que allí se ofreciere de consideración.»

La base de la relación es la real cédula antes mencionada, no obstante, hubo otras posteriores que perfilaron el tipo de relación efectiva entre la capitanía y el virreinato. Por ejemplo, mediante real cédula, se autorizó a los virreyes a intervenir en Chile solo en caso de «alboroto y tumulto»; se facultó a los virreyes a poner en práctica estrategias militares en la guerra de Arauco, guerra defensiva, y después se ordenó directamente al gobernador de Chile a implantarlas, guerra ofensiva. También se facultó a los virreyes para remover al gobernador y, posteriormente, se negó tal atribución.
La Recopilación de Leyes de Indias de 1680, en la Ley XXX (Que el Virrey del Perú y Audiencia de Lima no se entrometan en el gobierno de Chile, si no fuere en casos graves, y de mucha importancia) del Título III (De los Virreyes, y Presidentes Governadores) del Libro III, recoge el contenido de una real cédula del rey Felipe III, de 15 de octubre de 1597, que establecía que 

«Es nuestra voluntad, que los Virreyes del Perú, y Audiencia de Lima no impidan, ni embaracen al Presidente Governador y Capitán general de Chile en el gobierno, guerra y materias de su cargo, si no fuere en casos graves, y de mucha importancia, aunque esté subordinado al Virrey, y Governador de la Audiencia de Lima.»

Respecto a los recursos militares (armas, soldados, etc.) y el abastecimiento comercial, la capitanía siguió con dependencia virreinal aunque la administración de justicia era autónoma de aquel, salvo respecto de la Inquisición que correspondía a un delegado de Lima, al igual que los juicios de comercio que dependieron del Consulado del Virreinato hasta 1795, fecha en la que se crea un Consulado en Santiago.
En lo gubernativo, la relación fue fluctuante, dependiendo del período, las instrucciones que enviaba el rey e incluso las personalidades de las respectivas autoridades (virreyes y gobernadores) y no hubo nunca una anexión formal de la capitanía al virreinato, ya que nominalmente los territorios de Sudamérica española, excepto el territorio de Caracas, y Panamá estaban incluidos inicialmente dentro del mismo, hasta la creación de los nuevos virreinatos de Nueva Granada y del Río de la Plata, quedando por ende bajo su superior gobierno (y no bajo su gobierno directo).
En ciertos periodos, por cuestiones estratégicas de seguridad del virreinato –por ejemplo, ante amenazas de corsarios– los virreyes intervinieron directamente en el gobierno de Chile, incluso por propia iniciativa; asimismo, algunos gobernadores acostumbraron consultar o pedir instrucciones sobre temas urgentes al virrey, por la gran distancia que los separaba del rey, quien se encontraba en España.
En 1733, el Cabildo de Santiago pide al virrey la instalación en Chile de una casa de acuñación de monedas; frente a la demora de la respuesta, solicita en 1741 al rey de España permiso para instalar una fábrica monetaria y así solucionar el problema de la carencia de circulante que se producía cuando desde Perú se atrasaba el envío de estas. 
La Casa de Moneda de Santiago de Chile, fue fundada finalmente por Felipe V por Real Cédula del 1 de octubre de 1743, otorgando el privilegio perpetuo de acuñar monedas a Francisco García Huidobro y otorgándole además el usufructo de todas las utilidades de producción; como era un acaudalado vecino de la ciudad, se ofreció a financiar su instalación, mantención y gastos de operación sin costo para el Reino. Felipe V falleció en 1746, antes de que la nueva ceca hubiera iniciado sus labores.
La primera moneda acuñada en Chile colonial para circulación fue la del 10 de septiembre de 1749 siendo esta la de 4 escudos de oro, también conocido como la "media onza", la cual portaba la efigie de Fernando VI; de esta manera la Gobernación comenzó a tener cada vez más autonomía con respecto del Virreinato del Perú.
Finalmente, en 1798, a propósito de una disputa entre el virrey O'Higgins y el gobernador Avilés, el rey Carlos IV resolvió en una comunicación dirigida al virrey, el 15 de marzo de aquel año, declarar a Chile «independiente de ese virreinato, como siempre debió entenderse»:

«Enterado de todo el rei, como igualmente de lo que V.E. espuso sobre este particular en carta de 8 de junio del año próximo pasado, ha resuelto vuelvan á su destino los individuos de los cuerpos de Chile á quienes V. E. concedió licencia para separarse de ellos; i que en el caso de acomodar á algunos así de estos como á cualesquiera otros de los militares el pasar del uno al otro reino, lo acuerden entre sí V. E. y el capitán jeneral de Chile, á quien se ha servido S. M. declarar independiente de ese virreinato, como siempre debió entenderse, bien que es la voluntad de S. M. que procuren VV. EE. ir siempre acordes en las providencias que interesan al bien de su real servicio, único objeto que debe tenerse presente por todos, i en especial por los sujetos mas caracterizados en quienes deposita S. M. su autoridad: i así lo espera de la prudencia y demás circunstancias que tiene V. E. en su persona, como en la suya el enunciado capitán jeneral.»

## Independencias y formación de los estados

### Del período poscolonial al proceso de integración

#### Conflictos territoriales

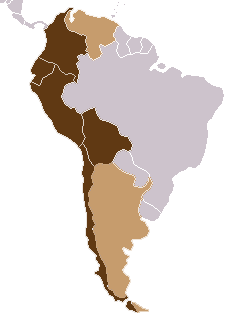
Estados que comparten la Cordillera de los Andes: Venezuela, Colombia, Ecuador, Perú, Bolivia, Chile y Argentina

En 1828 se libró la guerra entre Perú y la Gran Colombia por la definición de la frontera en Guayaquil y la región amazónica. Al mismo tiempo, Perú invadió Boliva para expulsar a las fuerzas bolivarianas que aún ocupaban ese país.
Más tarde, Bolivia y Perú buscaron su unificación en la efímera Confederación Perú-Boliviana, pero al fracasar este proyecto, se enfrentaron en una nueva guerra fronteriza en 1841.
También Ecuador, una vez separado de la Gran Colombia, protagonizó un enfrentamiento con Colombia, fracasando en su intento de recuperar las provincias de Pasto, Popayán y Buenaventura, que alguna vez habían pertenecido a la Real Audiencia de Quito durante la época colonial. 
En la guerra hispano-sudamericana, un frente común entre Bolivia, Chile, Ecuador y Perú logró expulsar a los españoles de sus costas.
Sin embargo, en 1879 Chile se enfrentaría a Perú y Bolivia en la guerra del Pacífico, siendo estos últimos derrotados, y perdiendo las provincias de Arica y Tacna en el caso de Perú, y el departamento del Litoral (acceso soberano al mar), en el caso boliviano.
Bolivia también perdería la Puna de Atacama en un litigio a favor de Argentina, la región del Acre en una guerra contra Brasil, y parte de la Chiquitania en otro conflicto contra el Paraguay.
Mientras tanto la región de Tacna fue devuelta a Perú, y el país nuevamente fijó su interés en la región amazónica, librando sendas guerras con Colombia en 1932 y con Ecuador en 1941.

#### Integración
Las consecuencias la disputa amazónica entre Ecuador y Perú se sentirían nuevamente en 1981 con el Conflicto del Falso Paquisha y en 1995 con la Guerra del Cenepa, la última guerra librada entre dos países sudamericanos.
No obstante, a partir de la firma del Acuerdo de Cartagena (1969), se inicia un proceso de integración político y económico entre los países andinos, que culminaría con la creación de la una área de libre comercio (1994), el establecimiento de un arancel externo común (1995) y la creación de la Comunidad Andina (1996), que incluye un tribunal de justicia  y un parlamento comunes.
Actualmente la Comunidad Andina está conformada por Bolivia, Colombia, Ecuador y Perú, después de que Chile y Venezuela abandonaran la organización en 1976 y 2006, respectivamente.